# Equality Township (Missouri)
Equality Township est un township, situé dans le comté de Miller, dans le Missouri, aux États-Unis,.
Le township est fondé en 1837.

### Source de la traduction
- (en) Cet article est partiellement ou en totalité issu de l’article de Wikipédia en anglais intitulé « Equality Township, Miller County, Missouri » (voir la liste des auteurs).